# Ankereffekt
Ankereffekt (englisch anchoring effect) ist ein Begriff aus der Kognitionspsychologie  und beschreibt den Effekt, dass Menschen bei Entscheidungen von Umgebungsinformationen beeinflusst werden, ohne dass ihnen dieser Einfluss bewusst wird.  Die Umgebungsinformationen werden als der „Anker“ bezeichnet, an dem sich die Entscheidung orientiert. Umgebungsinformationen können selbst dann einen Einfluss haben, wenn sie für die Entscheidung eigentlich irrelevant sind. Die Folge ist eine systematische Verzerrung in Richtung des Ankers.
Anker können auf zwei verschiedene Weisen wirken:
- Als unbewusste Suggestion aktiviert der Anker zu ihm passende Assoziationen, welche im Anschluss die Urteilsfindung beeinflussen, also über den Mechanismus des Primings.
- Der Anker liefert den Ausgangspunkt oder Startwert für einen bewussten Gedankengang, der zu einem rational begründeten Urteil führen soll. Dann spricht man auch von Anpassungsheuristik (engl. adjustment heuristic).

## Definition Anker
Der Anker ist eine bestimmte Information. Die Information kann der Betreffende selbst aus den Umständen bilden oder von einer anderen Person erhalten, oder sie ist rein zufällig vorhanden. Diese Information ist beim Einschätzen einer Situation und beim Fällen einer Entscheidung ausschlaggebend. Es spielt keine Rolle, ob die Information für eine rationale Entscheidung tatsächlich relevant und nützlich ist.
Tversky/Kahneman lieferten erstmals den Beweis, dass selbst ein willkürlich gesetzter Anker ein Individuum im Entscheidungsprozess beeinflusst. Wenn Anker sich trotz ihrer Irrelevanz auf die Entscheidung auswirken, wird dies in der Literatur als „basic anchoring effect“ bezeichnet (Brewer/Chapman; Wilson et al.).
Anhand unterschiedlicher Studien und Experimente wurde verdeutlicht, dass es sich beim Ankerungseffekt um ein sehr robustes Phänomen bei Entscheidungsprozessen handelt, welches in unterschiedlichsten Situationen auftreten kann.

## Maß der Wirkung des Ankers
Eine Maßzahl, wie stark sich ein Anker auf die Entscheidung auswirkt, der Ankerindex, kann folgendermaßen berechnet werden: Differenz der gewählten Zahlenwerte, geteilt durch Differenz der Ankerzahlen. Meist wird das Ergebnis als prozentualer Anteil ausgedrückt. Theoretisch mögliche Extremwerte wären:
- Die Befragten lassen sich überhaupt nicht von den Ankerzahlen beeinflussen, sondern geben alle dieselbe Antwort (zum Beispiel den korrekten Wert). Dann ist die Differenz im Zähler null und damit der Ankerindex 0 %.
- Die Befragten lassen sich vollkommen von den Ankerzahlen beeinflussen, ihre Antworten sind mit diesen identisch. Dann ist Zähler gleich Nenner, der Quotient 1 und damit der Ankerindex 100 %.

### Beispiele
- Versuchspersonen sollten schätzen, wie groß der höchste Riesenmammutbaum ist. Die Hälfte der Gruppe, die 1200 ft. als Anker bekommen hatte, schätzte durchschnittlich 844 ft.; die andere Hälfte, deren Ankerzahl 180 ft. war, schätzte durchschnittlich 282 ft. Differenz der Schätzwerte: 562 ft; Differenz der Ankerzahlen: 1020 ft; Quotient: 0,55; Ankerindex: 55 %.[4]
- Besucher des Exploratoriums wurden gefragt, wie viel Geld sie zur Rettung von Seevögeln bei einer Ölpest spenden würden. Eine Gruppe erhielt die Ankerzahl 5 (verpackt in die Frage „Wären Sie bereit, 5 $ zu geben?“); diese Gruppe wollte durchschnittlich 20 $ geben. Eine andere Gruppe erhielt den Anker 400 $; diese Gruppe wollte durchschnittlich 143 $ geben. Berechnung: (143 $ − 20 $) : (400 $ − 5 $) = 0,31 → Ankerindex 31 %.[4]

## Studien und Beispiele
In der ersten Studie zu Ankerung von Tversky und Kahneman erhielten die Probanden durch das Drehen eines Glücksrades eine Zufallszahl (zwischen 0 und 100) als numerischen Anker. Anschließend sollten sie schätzen, ob der Prozentsatz der afrikanischen UNO-Mitgliedsstaaten über oder unter dieser Zahl liegt. Danach wurden die Probanden angehalten, einen exakten Schätzwert abzugeben, also wie viel Prozent der Mitglieder der Vereinten Nationen tatsächlich afrikanische Länder sind. Die Ergebnisse waren verblüffend, denn die zuvor durch das Drehen des Glücksrades erhaltenen Anker beeinflussten die Schätzwerte signifikant. Der Mittelwert abgegebener Schätzungen von Personen, deren Glücksradzahl (Anker) 65 war, lag bei 45 %. Personen, die einen Anker von 10 erhielten, schätzten den Anteil der afrikanischen UN-Mitgliedsländer auf durchschnittlich nur 25 %. Diese Studie hat somit gezeigt, dass bei Zahlenschätzungen eine zuvor übermittelte zufällige Zahl die Schätzung beeinflusst.
Ein weiteres Beispiel von Daniel Kahneman: Wenn Versuchspersonen zuerst gebeten werden, die letzten zwei Ziffern der eigenen Sozialversicherungsnummer auswendig zu lernen, und dann die Anzahl der Ärzte in New York zu schätzen, beträgt die Korrelation beider Zahlen etwa 0,4 – weit mehr als dem Zufall entsprechen würde. An die erste Zahl nur zu denken, beeinflusst die zweite, obwohl es keine logische Verbindung zwischen beiden gibt.

### Auch Experten unterliegen dem Ankereffekt
In der Studie von Northcraft/Neale wurde unter anderem untersucht, ob sich der Ankereffekt auf Versuchsteilnehmer, welche Experten auf dem zu untersuchenden Gebiet sind, schwächer auswirkt als auf Probanden, deren Wissen über das zu untersuchende Thema beschränkt ist. Es wurden zwei Gruppen von Versuchsteilnehmern gebildet, um Immobilienpreise zu schätzen: Studenten und Immobilienexperten. Den Teilnehmern beider Gruppen wurde eine zehnseitige Informationsbroschüre über die zu bewertende Immobilie ausgehändigt. Die darin angeführten Informationen enthielten alle Angaben über die zur Bewertung notwendigen Sachverhalte und waren für alle Versuchsteilnehmer identisch, nur der angegebene Listenpreis unterschied sich. Es sollte vor allem überprüft werden, ob der Listenpreis die Schätzungen über den Sachwert von Immobilien beeinflusst. Die Ergebnisse dieser Studie belegten, dass beide Gruppen, sowohl Amateure als auch Experten, von den angegebenen Listenpreisen in ihren Entscheidungen stark beeinflusst wurden.
Birte Englich und Thomas Mussweiler konnten zeigen, dass der Urteilsspruch von Richtern, die alle mehr als 15 Jahre Berufserfahrung hatten, sich signifikant an der willkürlichen Empfehlung eines Laien (Informatikstudent im ersten Semester) oder sogar an einer (mit gezinkten Würfeln ermittelten) Zufallszahl orientierte. Die Stärke des Ankereffektes beim Würfeln war 50 %.

## Erklärung
Amos Tversky und Daniel Kahneman haben als Ursache für den Ankereffekt eine unzureichende Korrektur („insufficient adjustment“) des vom Anker beeinflussten Urteils angesehen. In späteren Studien haben Thomas Mussweiler und Fritz Strack gezeigt, dass die Ankeraufgabe gerade solche Gedächtnisinhalte aktiviert, die zur Ankerzahl passen und für nachfolgende Urteile leicht aus dem Gedächtnis abgerufen werden können („selektive Verfügbarkeit“). Beispiel: Ein Richter muss das Strafmaß für einen Vergewaltiger festlegen. Eine hohe Ankerzahl aktiviert nun Erinnerungen an strafverschärfende Einzelheiten der Tat, eine niedrige Ankerzahl an strafmildernde.

## Relevanz

### Wirtschaft und Arbeit
Der entscheidungsverzerrende Ankerungseffekt tritt in der Praxis speziell dann in Erscheinung, wenn Entscheidungen im Zusammenhang mit numerischen Informationswerten getroffen werden. Dies trifft insbesondere auf wirtschaftliche Bereiche zu, in denen Entscheidungen häufig an Zahlenwerte gebunden sind.
In Verhandlungssituationen können Anker eine maßgebliche Rolle spielen. Die subjektive Verlust- oder Gewinnsituation z. B. hängt oftmals vom ersten Angebot ab, welches den weiteren Verhandlungsprozess bedeutend beeinflussen kann (Kristensen/Gärling, Moran/Ritov; Ritov). Es konnte gezeigt werden, dass Personen für sich vorteilhaftere Ergebnisse in Verhandlungen erzielen können, wenn sie das erste Angebot aussprachen. Durch diese Erkenntnisse ist es möglich, mit dem Wissen um den Ankerungseffekt, gezielt auf Referenz- und Ankerpunkte einzuwirken und Verhandlungen zu steuern und zu beeinflussen. Der Ankereffekt tritt ebenso im Kontext des Crowdsourcing auf. So führte das Anzeigen des Bewertungsdurchschnitts von anderen Personen, welcher als Anker diente, bei der Bewertung von Geschäftsmodellideen in einem Online-Experiment dazu, dass Personen sich verstärkt an dem angezeigten Anker orientierten. Dies führte dazu, dass die Varianz der folgenden Bewertungen reduziert wurde. Dieser Ankereffekt trat für qualitativ hochwertige Ideen stärker auf als für qualitativ schlechtere Ideen.
Einen weiteren für die Wirtschaft relevanten Aspekt der Ankerungstheorie stellen suggestive Anker in Arbeitsaufträgen dar. Suggestive numerische Zielvorgaben, welche eine Ankerung erzeugen, können maßgeblichen Einfluss auf Motivation und Leistung ausüben (Locke/Latham; Hinsz/Kalnbach/Lorentz).
Ein Experiment von Russo und Schoemaker, das eigentlich zum Zweck der Untersuchung von Ankerung bei Experten durchgeführt wurde, macht die Auswirkungen von Ankerung im Geschäftsleben deutlich. Experten mussten Schätzungen über bestmögliche Zinssätze in sechs Monaten abgeben. Es stellte sich heraus, dass auch sie dem Ankerungseffekt unterlagen. Dies verdeutlicht wiederum die Gefahr von Fehlprognosen und Fehlspekulationen auf wirtschaftlicher Ebene aufgrund des urteilsverzerrenden Ankerungseffekts.

### Marketing
Viele Marketing-Abteilungen von Unternehmen nutzen den Anker-Effekt, um (potenzielle) Kunden bzw. Werbeinteressierte kognitiv zu beeinflussen, also den Prozess der Entscheidungsfindung zu verzerren. Es konnte in etlichen Studien eine signifikante Ankerwirkung von numerischen Werten auf Kauf- und Verkaufspreise, oder auch verkaufte Mengen, nachgewiesen werden (vgl. Kristensen/Gärling; Mussweiler/Strack/Pfeiffer; Northcraft/Neale; Wansink/Kent/Hoch). Gerade auch im Onlinemarketing wird der Anker-Effekt heutzutage sehr oft dazu eingesetzt, um mehr Traffic – auch Seitenaufrufe bzw. Page Impressions genannt – und somit mehr Umsatz zu generieren. So sieht man es häufig, dass bei Abonnements (kurz. "Abos") mehrere Preis-Pakete angeboten werden. Das Prinzip dahinter ist folgendes: Es stehen zum Beispiel zwei Abos zur Auswahl. Links ein sehr teures (1), daneben ein weniger teures (2), das für das Unternehmen am lukrativsten ist. Durch den hohen Preis von Abo (1) wirkt der Preis von Abo (2) viel kleiner. Je nachdem wie hoch das Kaufinteresse bzw. Konsumbedürfnis ist, wird der Nutzer das Angebot des zweiten Abos für einen "guten Deal" halten – selbst wenn er eigentlich gar nicht so viel Geld dafür ausgeben wollte.

### Recht
Der Einfluss numerischer und kausaler Anker in Gerichtsverhandlungen ist ein weiterer praxisrelevanter Aspekt der Ankerung. Chapman/Bornstein konnten in ihrer Studie nachweisen, dass das Phänomen der Ankerung und Anpassung auch bei Gerichtsurteilen auftritt. Eingeforderte Schadensersatzsummen beispielsweise dienen als Anker, von dem aus die tatsächlich ausbezahlte Summe bestimmt wird.
Mit Blick auf den Ankereffekt im deutschen Strafprozess wurde auch darauf hingewiesen, dass in der Reihenfolge der Schlussvorträge nach § 259 StPO ein Verstoß gegen das Recht auf ein faires Verfahren liegen könne. Demnach trage der Staatsanwalt als erster vor und habe somit die Möglichkeit, hinsichtlich der Strafbarkeit des Angeklagten und des zu verhängenden Strafmaßes einen „Anker“ für die zu treffende Entscheidung des Gerichts zu setzen, gegen die der Angeklagte bzw. dessen Strafverteidiger kaum noch etwas Wirksames einwenden könnten.